# داوود اوبا
داوود اوبا (به لاتین: Davudoba) یک منطقه مسکونی در جمهوری آذربایجان است که در شهرستان قوبا واقع شده است. داوود اوبا ۵۱۰ نفر جمعیت دارد.